# Nationaal Landschap Zuidwest-Zeeland
Het Nationaal Landschap Zuidwest Zeeland is gelegen in Zeeland, verdeeld over Walcheren, Zuid-Beveland en Zeeuws-Vlaanderen met een totale oppervlakte van 45158 ha.
Karakteristiek voor het landschap zijn de vele zichtbare herinneringen aan de strijd tegen de zee.
Vanwege deze kenmerken riep de Nederlandse overheid het gebied in 2005 uit tot Nationaal Landschap, naast negentien andere gebieden. De provincie Zeeland stelde het in 2006 vast.

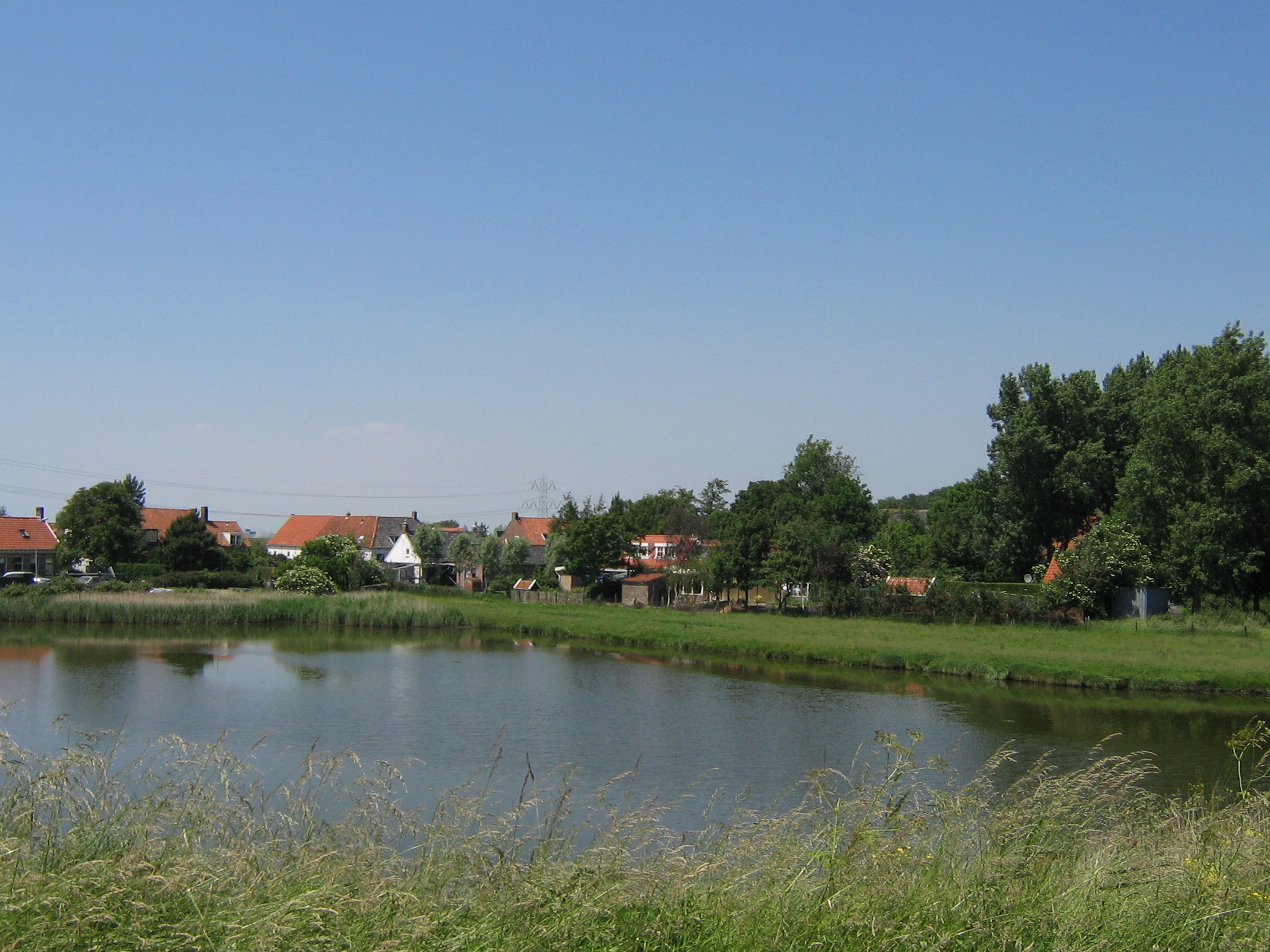
Weel bij Ellewoutsdijk

## Landschap
Dit Nationale Landschap wordt getekend door de eeuwenlange strijd tussen de zee en de in het gebied woonachtige mensen. Naast restanten van overstromingen zijn er talloze gebieden die door indijking of opslibbing tot stand zijn gekomen. In het gebied zijn naast dijken en polders – waaronder de oudste van Nederland –, duingebieden, kreken, geulen, heggen en hier en daar landgoederen te vinden. Het beslaat een groot deel van Walcheren, de Zak van Zuid-Beveland en West-Zeeuws-Vlaanderen.
Deze drie deelgebieden hebben ieder hun eigen karakteristieken.
Walcheren kent een landschap dat open en toch kleinschalig oogt met veel en hoge duinen, kreekruggen, kommen en vliedbergen. Achter de smalle kuststrook treffen we een mozaïek aan van akkers en weilanden, landgoederen en dorpjes. Walcheren is het oudste deel van het Nationaal Landschap.
De Zak van Zuid-Beveland kent eveneens een kleinschalig landschap, met karakteristieke polderpatronen en kreekrestanten. Het herbergt een van de oudste polderlandschappen van Nederland en talloze slingerende dijkjes. Het landschap gaat terug tot de Middeleeuwen wat we herkennen in de vorm van de dijkjes, de kreekruggen en de lager gelegen poelgronden (met zware klei op veen). Karakteristiek zijn ook de meidoornheggen die de percelen omzomen.
West-Zeeuws-Vlaanderen biedt behalve een smalle kuststrook een heel eigen open patroon van dijken en polders met een systeem van oude geulen. In het landschap zijn tevens de restanten van militaire verdedigingswerken te vinden, die dateren uit de oorlog tegen de Spanjaarden.

## Activiteiten
Het gebied heeft van oudsher een agrarisch karakter met relatief veel akkerbouw (aardappelen, suikerbieten en graan) en lokaal ook fruitteelt. Vooral op Walcheren en in de kuststrook van West-Zeeuws-Vlaanderen is strand- en waterrecreatie van groot belang.

## Beleid en bestuur
Op dit moment is vooral de provincie Zeeland met het beleid van het Nationaal Landschap belast. Per deelgebied is er een regionaal bestuurlijk overleg dat beoordeelt of projecten bijdragen aan het verbeteren van het Nationaal Landschap. Behalve de provincie, het waterschap en de gemeenten, zijn ook particulieren en stichtingen belast met de uitvoering. Een grote rol spelen Stichting Het Zeeuwse Landschap en Stichting Zeeuws Landschapsbeheer.